# Eric Hägelmark
Stig Eric Lennart Hägelmark, född 5 september 1925 i Ålems församling i Kalmar län, död 2 september 2019 i Barkåkra distrikt i Skåne län, var en svensk kapten och politiker (folkpartist).
Eric Hägelmark, som kom från en lantbrukarfamilj, tog anställning vid Kalmar flygflottilj 1945, blev sergeant vid Skånska flygflottiljen 1955 och utnämndes 1972 till kapten där. Han var även kommunalpolitiker, bland annat som ledamot i Barkåkra kommunalfullmäktige 1967–1970 och efter kommunsammanslagningen i Ängelholms kommunfullmäktige 1971–1982 och 1985–1994.
Han var ersättare i riksdagen i perioder 1974 och 1976–1977 samt riksdagsledamot för Kristianstads läns valkrets 1977–1985. I riksdagen var han bland annat ledamot i försvarsutskottet 1979-1985. Han var särskilt engagerad i försvarspolitik och kommunikationer.